# 정영재
정영재(1993년 1월 24일 ~ )는 대한민국의 전직 스타크래프트 II 프로게이머이다. JYJ라는 아이디를 사용하며, 종족은 테란이다. SK텔레콤 T1 소속이다.
2008년 하반기 드래프트에서 SK텔레콤 T1의 추천선수로 입단하였다.
2013년 10월 31일 은퇴하였다.

## 수상 경력
- 2008년 2월 제37회 스타크래프트 커리지매치 입상